# ديك ناين
ديك ناين (بالإنجليزية: Deck Nine)‏ أو كما تُعرف سابقًا باسم أيدول ميندز (بالإنجليزية: Idol Minds)‏ ، هي شركة أمريكية لصناعة وتطوير ألعاب الفيديو، يقع مقرها في وستمنستر التابعة لولاية كولورادو الأمريكية.